# Pont-du-Château
Pour les articles homonymes, voir Pont (toponyme) et Château (homonymie).
Pont-du-Château est une commune française située dans le département du Puy-de-Dôme, en région Auvergne-Rhône-Alpes. Elle fait partie de l'aire d'attraction de Clermont-Ferrand et, située sur les bords de l'Allier, a longtemps été le port fluvial de la capitale auvergnate.
Ses habitants, au nombre de 12 422 au recensement de 2022, sont appelés les Castel-Pontins et les Castel-Pontines.

## Géographie

### Localisation
La ville de Pont-du-Château est située à 14 km à l'est de Clermont-Ferrand sur la rivière Allier, à quelques kilomètres de l'aéroport de Clermont-Ferrand Auvergne.
Pont-du-Château est à la fois proche du parc naturel régional des volcans d'Auvergne et de Clermont-Ferrand, entre ville et nature.

### Communes limitrophes
Les communes limitrophes sont  Aulnat, Beauregard-l'Évêque, Lempdes, Les Martres-d'Artière, Lussat, Malintrat, Mur-sur-Allier et Vertaizon.
Pont-du-Château jouxte huit communes.
| Lussat           | Les Martres-d'Artière |                     |
| Malintrat Aulnat | Pont-du-Château       | Beauregard-l'Évêque |
| Lempdes          | Dallet                | Vertaizon           |

### Géologie et relief
Situé dans le Bassin de la Limagne, Pont-du-Château est géologiquement marqué par un substrat argilo-calcaires Oligocène à faible pendage vers l'ouest. En surface la majorité des sols sont colluvionnaires et dérivés de ce substrat.
Du fait de la proximité de l'Allier une portion non négligeable de la commune, notamment sa rive est, correspond à d'anciennes terrasses alluviales, les sols y sont donc majoritairement alluvionnaires. Les galets et sables qui composent ces sols sont polylithologiques et proviennent du transport des roches sur lesquelles l'Allier s'est écoulée en amont, il s'agit essentiellement de granites ainsi que de roches métamorphiques et volcaniques du plateau des Dômes.
Les cotes abruptes située sous la mairie présentent la particularité d'être constituée de pépérites, cette géologie indique la présence des restes d'un diatrème sous le centre-ville. Le volcanisme dont il est issu est du type phréatomagmatique, comme c'est généralement le cas en Limagne.
En profondeur la zone de la commune renferme des calcaires poreux formant localement des poches de bitume qui ont été exploitée au XXe siècle.

### Hydrographie

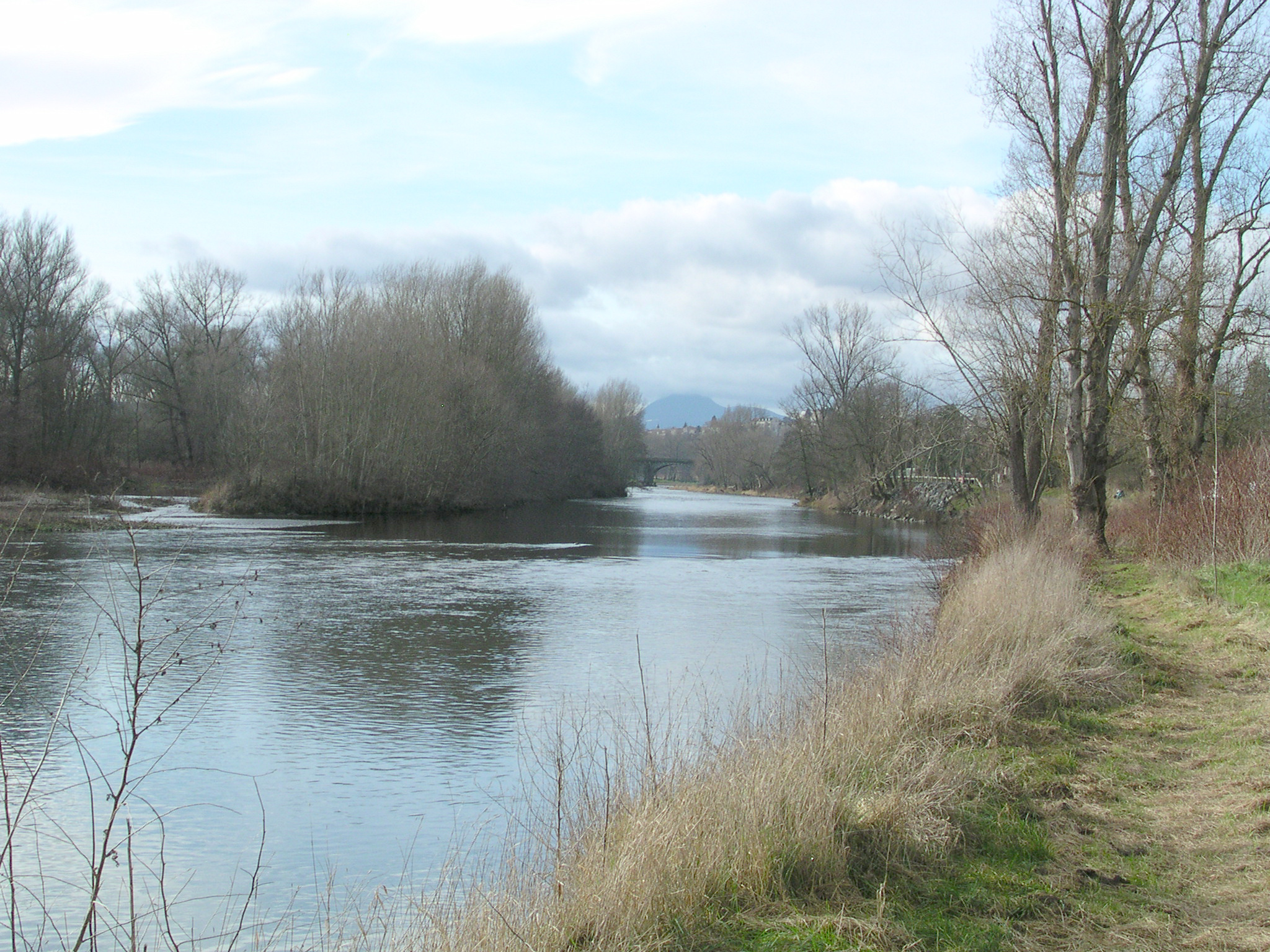
L'Allier, rivière qui traverse la ville et a marqué son histoire.

### Climat
Pour des articles plus généraux, voir Climat d'Auvergne-Rhône-Alpes et Climat du Puy-de-Dôme.
En 2010, le climat de la commune est de type climat océanique dégradé des plaines du Centre et du Nord, selon une étude du Centre national de la recherche scientifique s'appuyant sur une série de données couvrant la période 1971-2000. En 2020, Météo-France publie une typologie des climats de la France métropolitaine dans laquelle la commune est exposée à un climat de montagne ou de marges de montagne et est dans la région climatique Nord-est du Massif Central, caractérisée par une pluviométrie annuelle de 800 à 1 200 mm, bien répartie dans l’année.
Pour la période 1971-2000, la température annuelle moyenne est de 11,1 °C, avec une amplitude thermique annuelle de 16,2 °C. Le cumul annuel moyen de précipitations est de 733 mm, avec 8,2 jours de précipitations en janvier et 7 jours en juillet. Pour la période 1991-2020, la température moyenne annuelle observée sur la station météorologique de Météo-France la plus proche, « Clermont-Ferrand », sur la commune de Clermont-Ferrand à 13 km à vol d'oiseau, est de 12,1 °C et le cumul annuel moyen de précipitations est de 563,4 mm,. Pour l'avenir, les paramètres climatiques de la commune estimés pour 2050 selon différents scénarios d'émission de gaz à effet de serre sont consultables sur un site dédié publié par Météo-France en novembre 2022.

## Urbanisme

### Typologie
Au 1er janvier 2024, Pont-du-Château est catégorisée centre urbain intermédiaire, selon la nouvelle grille communale de densité à sept niveaux définie par l'Insee en 2022.
Elle appartient à l'unité urbaine de Pont-du-Château, une unité urbaine monocommunale constituant une ville isolée,. Par ailleurs la commune fait partie de l'aire d'attraction de Clermont-Ferrand, dont elle est une commune de la couronne,. Cette aire, qui regroupe 209 communes, est catégorisée dans les aires de 200 000 à moins de 700 000 habitants,.

### Occupation des sols
L'occupation des sols de la commune, telle qu'elle ressort de la base de données européenne d’occupation biophysique des sols Corine Land Cover (CLC), est marquée par l'importance des territoires agricoles (59,5 % en 2018), en diminution par rapport à 1990 (65,8 %). La répartition détaillée en 2018 est la suivante : 
terres arables (53,6 %), zones urbanisées (24,5 %), forêts (6,7 %), zones agricoles hétérogènes (6 %), zones industrielles ou commerciales et réseaux de communication (3,2 %), mines, décharges et chantiers (3,1 %), eaux continentales (1,5 %), milieux à végétation arbustive et/ou herbacée (1,3 %). L'évolution de l’occupation des sols de la commune et de ses infrastructures peut être observée sur les différentes représentations cartographiques du territoire : la carte de Cassini (XVIIIe siècle), la carte d'état-major (1820-1866) et les cartes ou photos aériennes de l'IGN pour la période actuelle (1950 à aujourd'hui).

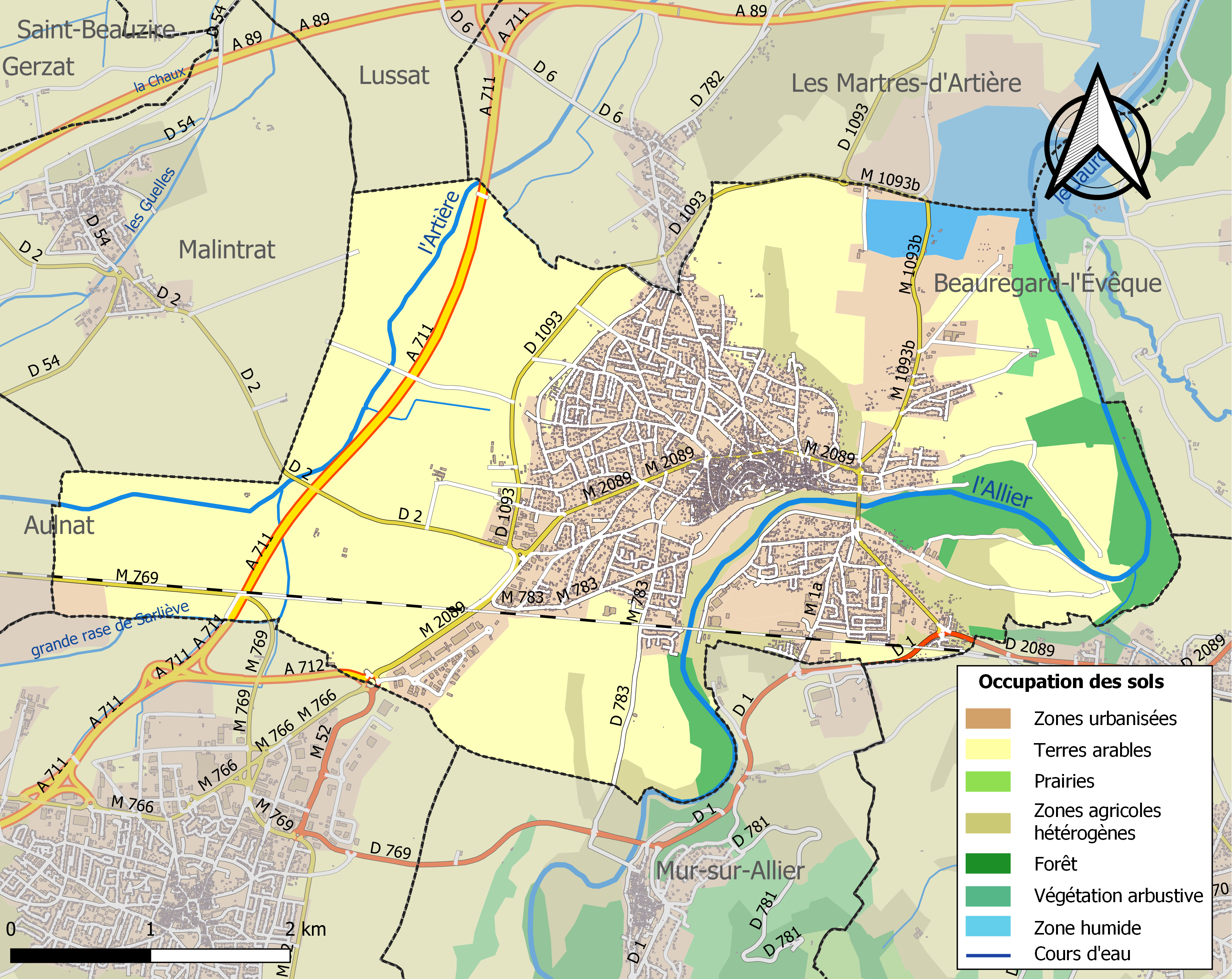
Carte des infrastructures et de l'occupation des sols de la commune en 2018 (CLC).

### Zonages d'étude
Selon les zonages d'étude définis par l'Insee en vigueur en 2020, Pont-du-Château est la ville principale d'un bassin de vie composé de six communes et la ville-centre d'une unité urbaine composée d'une seule commune. Elle fait partie de l'aire d'attraction des villes et de la zone d'emploi de Clermont-Ferrand.

### Projets d'aménagements
- Un nouvel équipement communautaire de proximité accueillera les spectacles de la saison culturelle[PC 1].
- Un nouvel équipement sportif permettra d'accueillir des rencontres en salles et la pratique de l'escalade[PC 1].
- Le futur écoquartier, en centre-ville, comprendra une nouvelle école, en remplacement de l'école René-Cassin[PC 1].

### Voies de communication et transports

#### Voies routières
Pont-du-Château est traversée par les routes métropolitaines (RM) 2089 (ancienne route nationale 89), 1093b (ancienne route nationale 493 historique) et contournée au nord par la route départementale (RD) 1093. Elle bénéficie d'un accès autoroutier : par la RM 2089 aménagée à deux fois deux voies (mais n'ayant pas le statut de voie express), le rond-point de Champ-Lamet donne accès à deux autres routes départementales (RM 52 vers Cournon-d'Auvergne et RM 766 vers Lempdes) ainsi qu'à l'A712, bretelle d'accès aux autoroutes A711 (vers Clermont-Ferrand) et A89 (vers Lyon).
Du giratoire de Canilhac, à la sortie ouest de la ville, la RM 783 dessert la zone d'activités de la Lissandre avant de continuer vers le sud en direction de Dallet, en passant à proximité de la gare.
La desserte locale est assurée par plusieurs autres routes départementales.
Depuis un carrefour giratoire mis en service en 2013, la route départementale 1 part de l'est de la commune et constitue désormais un axe majeur pour relier l'est du département (depuis Lezoux) en direction de Clermont-Ferrand et Vic-le-Comte, d'ailleurs classé à grande circulation, au détriment de la RM 2089 (malgré son classement jusqu'à la RM 1093b sur la commune même), assurant une desserte locale vers le centre-ville, mais également vers Maringues et Vichy.
De la toute fin de la RD 1093, la RD 2 continue vers l'ouest en direction de Malintrat, Gerzat et le nord de l'agglomération clermontoise.
Par l'avenue, puis la route de Riom, la route départementale 6, hors du territoire communal, part du centre-ville vers le nord-ouest en direction de Lussat.

#### Transports en commun
La ligne de bus 36 du réseau T2C dessert la ville. Elle effectue la liaison entre la place Delille, à Clermont-Ferrand (arrêt Delille Montlosier), et la route de Lyon, sur la commune de Pont-du-Château.
Plusieurs lignes du réseau Cars Région Puy-de-Dôme, géré par la région Auvergne-Rhône-Alpes, desservent la commune :
- ligne P01 : Clermont-Ferrand ↔ Pont-du-Château ↔ Thiers ↔ Chabreloche[18] ;
- ligne P02 : Clermont-Ferrand ↔ Pont-du-Château ↔ Thiers ↔ Ambert ↔ Arlanc[19] ;
- ligne P06 : Clermont-Ferrand ↔ Pont-du-Château ↔ Maringues ↔ Pont-de-Dore[20] ;
- ligne P35 : Clermont-Ferrand ↔ Pont-du-Château ↔ Courpière ↔ Pont-de-Dore[21].

#### Transport ferroviaire
Une halte ferroviaire est implantée sur la ligne de Clermont-Ferrand à Saint-Just-sur-Loire ; elle coupe la route métropolitaine 783 par un passage à niveau. Cette halte est desservie par des trains TER Auvergne-Rhône-Alpes reliant Clermont-Ferrand à Thiers.

### Risques naturels et technologiques
La commune est soumise à différents risques d'origine géologique:
- L'aléa retrait-gonflement des argiles, modéré à important sur la commune selon la nature du sol.
- L'aléa d'inondation, existant sur les terrasses alluviales de l'Allier.
- L'aléa de mouvements de terrains, sur les versant abruptes colluvionnaires à l'ouest de l'Allier.
- L'exposition au Radon, notée comme modérée sur la commune.
- L'aléa sismique, la commune se situant en zone de sismicité modérée (niveau 3),.
- Le risque de feu de foret est également considéré comme existant.
Plusieurs risques technologiques ont également été identifiés:
- Risque existant associé à la présence de canalisations de gaz traversant le sud de la commune sur un axe Est-Ouest.
- Risques de pollutions des sols associé à la présence d'anciennes activités industrielles, notamment à l'ancienne exploitation de bitume du Perron et à l'ancienne usine de bitume aux Pradelle.
- Risque de rupture de barrage, considéré comme existant en cas de rupture de barrage situé en amont sur l'Allier
- Risque minier, considéré comme existant du fait de l'ancienne mine du Perron

## Toponymie
Au cours de la période révolutionnaire de la Convention nationale (1792-1795), la commune a porté le nom de Pont-sur-Allier.
En auvergnat, ici assez imprégné de la langue d’oïl, le village est nommé Pont dau Chastiau en graphie classique et Pon dau Chatiau en écriture auvergnate unifiée. Au Moyen Âge, en ancien occitan, la ville était nommée Pont dau Chastèl.

## Histoire
En 2006, des fouilles archéologiques ont permis de découvrir des foyers néolithiques.
Pont-du-Château est une ville au riche passé historique : elle était une ville majeure du commerce fluvial le long de l'Allier au cours des siècles passés. Ce fut le port principal de Clermont-Ferrand : bois, charbon, vin, pierre de Volvic transitaient par ses quais. Elle marquait la limite entre l'Allier navigable (en aval en bateau) et l'Allier flottable (en amont, avec la descente de grumes dans l'eau).
Les communs du château de la famille de Montboissier-Beaufort-Canilhac, famille noble du Gévaudan, abritent aujourd'hui le musée Pierre-Mondanel de l'ancienne batellerie de l'Allier et de la Dore qui fait revivre l'intéressante histoire de cette navigation.
La famille de Montboissier, attestée avant l'an mil, est originaire du site de Montboissier en Auvergne (actuel canton de Cunlhat, Puy-de-Dôme). Elle a relevé le nom de Beaufort (Beaufort-en-Vallée, dans le Maine-et-Loire de nos jours) par mariage le 4 juillet 1459 de Jean de Montboissier (veuf d'un premier mariage de Jeanne de Gaillonnal, morte sans enfant) avec Isabeau de Beaufort, fille de Louis de Beaufort, seigneur de Canillac (seigneurie située à 4 lieues et demi à l'ouest de Mende, entrée dans la maison de Beaufort en 1345), et de Jeanne de Noury, sa première femme, sœur de Jacques de Beaufort qui, étant resté dernier du nom, légua tous ses biens à Jacques de Montboissier, petit-fils de sa sœur, en 1511, à la charge pour lui et ses descendants de relever et porter à perpétuité le nom et les armes de Beaufort-Canillac. Dès lors, la famille de Montboissier s'est appelée Montboissier-Beaufort-Canillac et porte les armoiries correspondantes à savoir : écartelé aux 1 et au 4 d'argent, à la bande d'azur, accompagnée de 6 roses de gueules en orle, qui est de Roger (Rogier ou Roguier selon les écrits) de Beaufort ; aux 2 et 3 d'azur, au lévrier rampant d'argent, armé et colleté de gueules, et à la bordure crénelée d'or, qui est de Canillac ; sur le tout d'or, semé de croisettes de sable, au lion de même brochant, qui est de Montboissier. Devise « Nunquam impune ».
De la fin du XIXe siècle à 1994 la ville a accueilli l'usine de bitume de la SMAC transformant les ressources bitumineuses extraites de la mine des Rois de Dallet, à laquelle elle était reliée par un chemin de fer Decauville aujourd'hui disparu, et de la mine du Perron.
En juin 1940, la défense de Pont-du-Château et de la zone de Clermont-Ferrand dépend de la 14e DI du général de Lattre de Tassigny et de la 13e région militaire. De manière synchrone à la capture de Vichy le 19 juin par les troupes allemandes un dispositif de défense est mis en place autour de la capitale auvergnate. En effet, celle-ci a été déclarée ville ouverte par sa mairie quelque temps auparavant, tout combat y est donc interdit et la défense doit donc se porter en amont de la ville. Une ligne de points d'appui est établie par la 13e région militaire et des éléments de la 14e DI pour protéger les axes nord et est de Clermont-Ferrand ; celle-ci passe par les localités de Sayat, Blanzat, Cébazat, Gerzat, Aulnat, Pont-du-Château et Pérignat. Le 20 juin, l'ensemble de la ligne à l'exception de Pérignat est attaquée. Malgré la défense réussie des troupes françaises sur l'ouest du dispositif, les villages de l'est dont Aulnat, Lempdes et Pont-du-Château sont pris par la 1re division SS « Leibstandarte SS Adolf Hitler ». L'axe est de Clermont-Ferrand étant maintenant ouvert, le reste des défenseurs se replie au sud de la ville pour éviter un encerclement. La ville tombe 2 jours plus tard, le 22 juin 1940.
En 1943, pendant l'Occupation, le maquis de Brioude, à la demande de Londres, incendia un important dépôt Michelin, détruisant 30 000 pneumatiques,. L'incendie dura toute la nuit et l'odeur du caoutchouc brûlé sera prégnante pendant plusieurs semaines aux alentours.

## Politique et administration

### Découpage territorial
Sur le plan administratif, Pont-du-Château dépendait du district de Clermont-Ferrand en 1793 puis de l'arrondissement de Clermont-Ferrand depuis 1801. Elle était chef-lieu de canton, d'abord de Pont-sur-Allier, puis de Pont-du-Château.
À la suite du redécoupage cantonal de 2014, la commune devient bureau centralisateur du même canton.
Pont-du-Château fait partie de la communauté d'agglomération Clermont Communauté depuis janvier 2004, laquelle est devenue communauté urbaine (Clermont Auvergne Métropole) le 1er janvier 2017 puis métropole le 1er janvier 2018.

### Tendances politiques et résultats
Aux élections municipales de 2014, le maire sortant s'est représenté et a été réélu avec 45,13 % des voix, au second tour. Le taux de participation est de 63,24 %.

### Administration municipale
Le conseil municipal est composé de trente-trois membres, dont neuf adjoints.

### Liste des maires
| Période                                   | Période                    | Identité                    | Étiquette    | Qualité |
| ----------------------------------------- | -------------------------- | --------------------------- | ------------ | --- |
| Les données manquantes sont à compléter.  |                            |                             |              | |
| 1795                                      |                            | Rouillon-Petit              | babouviste   | Président de l'administration municipale |
| ...                                       | ...                        | ...                         | ...          | ... |
| 1800                                      | 1817                       | Jean-François Beaufrère     |              | |
| 1817                                      | 1831                       | Charles-Hippolyte Bertrand  |              | |
| 1831                                      | 1832                       | Philippe Bresson            |              | Docteur en médecine |
| 1832                                      | 1833                       | Jean-Baptiste Beaufrère     |              | |
| 1833                                      | 1834                       | Rouilhon-Raby               |              | |
| 1834                                      | 1840                       | Jean-Baptiste Beaufrère     |              | |
| 1840                                      | 1849                       | Michel Brosson              |              | |
| 1849                                      | 1866                       | Charles-Antoine Bassin      |              | |
| 1866                                      | 1871                       | Camille Brosson             |              | |
| 1871                                      | 1881                       | Eugène Bresson              |              | |
| 1881                                      | 1883                       | Plasse-Bargoin              |              | |
| 1883                                      | 1891                       | Amable Burin-Desroziers     |              | |
| 1891                                      | 1892                       | Michel-Hippolyte Dubest     |              | |
| 1892                                      | 1893                       | Camille Brosson             |              | |
| 1893                                      | 1900                       | Léon Chambige               |              | |
| Les données manquantes sont à compléter.  |                            |                             |              | |
| 1919                                      | 1940                       | Pierre Besserve (1876-1970) | PRS          | Médecin Conseiller général de Pont-du-Château (1919 → 1940) Révoqué par le gouvernement de Vichy                                                         |
| Les données manquantes sont à compléter.  |                            |                             |              | |
| septembre 1944                            | ?                          | Pierre Besserve (1876-1970) |              | Médecin, résistant |
| ?                                         | 1948 (décès)               | Jean Baptiste Courrioux     |              | |
| octobre 1948                              | août 1953 (décès)          | Léon Baget (1885-1953)      |              | Réélu en 1953 |
| ca. 1959                                  |                            | Roger Coulon                |              | Directeur de société |
| mars 1971                                 | mars 1983                  | Jean Alix                   | PCF          | |
| mars 1983                                 | mars 2001                  | Michel Cartaud              | UDF          | Ingénieur en agriculture Député du Puy-de-Dôme (2e circ.) (1993 → 1997) Conseiller général de Pont-du-Château (1982 → 1998) Réélu en 1984, 1989 et 1995  |
| mars 2001                                 | janvier 2019 (démission)   | René Vinzio                 | MDC puis MRC | 5e vice-président de Clermont Auvergne Métropole chargé des moyens généraux, des affaires juridiques, des marchés publics, du patrimoine bâti et foncier |
| 18 janvier 2019 (réélu le 3 juillet 2020) | En cours (au 30 août 2020) | Patrick Perrin,             | DVG          | Retraité de la Banque de France |

### Instances judiciaires
Pont-du-Château dépend de la cour d'appel de Riom et des tribunaux judiciaire et de commerce de Clermont-Ferrand.

### Politique environnementale
La commune a élaboré un plan local environnement. Elle s'engage à ne plus utiliser de pesticides pour l'entretien (gestion différenciée) de ses espaces verts (Zéro phyto, en partenariat avec la FREDON Auvergne).
Elle a reçu plusieurs prix, dont le prix Coup de cœur décerné par l'association des Eco Maires en 2005, pour son engagement dans la réhabilitation des carrières alluvionnaires ; le prix Coup de cœur 2010 du concours capitale nationale de la biodiversité et le deuxième prix des villes de 10 000 à 30 000 habitants décerné par l'association Natureparif ; Prix « Maîtrise de l'existant » du concours Énergies citoyennes 2011 (COFELY-Le Figaro).
Enfin, Pont-du-Château est une ville fleurie ; elle a obtenu sa deuxième fleur en 2009 et sa troisième fleur en 2012[réf. souhaitée].
La ville a initié les démarches de mise en place d'un Agenda 21 en 2006. Le 21 novembre 2007, elle a été labellisée Agenda 21 local France par le ministère de l'Écologie, de l'Énergie, du Développement durable et de la Mer[réf. obsolète]. Une troisième version a été élaborée en 2016 : elle prévoit la redynamisation du cœur de ville ou la réaffirmation des « potentiels locaux » (« promotion des atouts spécifiques à la commune »).

### Jumelages
- Prachatice (Tchéquie)[47]
- Sainte-Marie (Canada)

## Équipements et services publics

### Enseignement
La ville de Pont-du-Château compte de nombreuses écoles et structures périscolaires. 2 400 élèves fréquentent les établissements scolaires de la commune.
La ville gère les écoles maternelles publiques Jean-Alix, Lucie-Aubrac et René-Cassin, ainsi que les écoles élémentaires publiques Jean-Alix, Pierre-Brossolette (anciennement « Le Parc ») et René-Cassin. Il existe une école élémentaire privée (Saint-Joseph).
Secondaire : Il y a deux collèges sur la commune ; un public, le collège Mortaix et un collège privé (Saint-Joseph).
Enfin, un lycée professionnel est situé à Pont-du-Château, le lycée d'enseignement professionnel Pierre-Boulanger, essentiellement orienté vers les métiers du transport et de la logistique ; il dispose aussi d'un pensionnat. La proximité avec la ville de Clermont-Ferrand, pôle universitaire majeur, permet aux étudiants castelpontins l'accès à deux universités, à des formations techniques, et à plusieurs écoles supérieures.
Les élèves des différents établissements scolaires de Pont-du-Château ont à leur disposition plusieurs services extra-scolaires, comme des restaurants scolaires, des garderies et un service de ramassage scolaire. Il existe également plusieurs centres de loisir financés en partie par la commune, et une Maison de la petite enfance « Françoise-Dolto ».

## Population et société

### Démographie

#### Évolution démographique
L'évolution du nombre d'habitants est connue à travers les recensements de la population effectués dans la commune depuis 1793. Pour les communes de plus de 10 000 habitants les recensements ont lieu chaque année à la suite d'une enquête par sondage auprès d'un échantillon d'adresses représentant 8 % de leurs logements, contrairement aux autres communes qui ont un recensement réel tous les cinq ans,.

En 2022, la commune comptait 12 422 habitants, en évolution de +11 % par rapport à 2016 (Puy-de-Dôme : +2,1 %, France hors Mayotte : +2,11 %).
| 1793  | 1800  | 1806  | 1821  | 1831  | 1836  | 1841  | 1846  | 1851  |
| ----- | ----- | ----- | ----- | ----- | ----- | ----- | ----- | ----- |
| 2 831 | 3 032 | 2 931 | 3 061 | 3 429 | 3 401 | 3 562 | 3 654 | 3 621 |

| 1856  | 1861  | 1866  | 1872  | 1876  | 1881  | 1886  | 1891  | 1896  |
| ----- | ----- | ----- | ----- | ----- | ----- | ----- | ----- | ----- |
| 3 525 | 3 521 | 3 426 | 3 438 | 3 484 | 3 157 | 3 116 | 3 375 | 3 305 |

| 1901  | 1906  | 1911  | 1921  | 1926  | 1931  | 1936  | 1946  | 1954  |
| ----- | ----- | ----- | ----- | ----- | ----- | ----- | ----- | ----- |
| 3 093 | 2 983 | 2 751 | 2 584 | 2 702 | 2 659 | 2 636 | 2 800 | 3 067 |

| 1962  | 1968  | 1975  | 1982  | 1990  | 1999  | 2006   | 2011   | 2016   |
| ----- | ----- | ----- | ----- | ----- | ----- | ------ | ------ | ------ |
| 3 727 | 4 605 | 5 574 | 7 683 | 8 562 | 8 874 | 10 102 | 10 632 | 11 191 |

| 2021   | 2022   | - | - | - | - | - | - | - |
| ------ | ------ | - | - | - | - | - | - | - |
| 12 459 | 12 422 | - | - | - | - | - | - | - |

#### Pyramide des âges
La population de la commune est plus jeune que celle du département. En 2019, le taux de personnes d'un âge inférieur à 30 ans s'élève à 35,5 %, soit un taux supérieur à la moyenne départementale (34,2 %). Le taux de personnes d'un âge supérieur à 60 ans (24,4 %) est inférieur au taux départemental (27,9 %).
En 2019, la commune comptait 5 877 hommes pour 6 305 femmes, soit un taux de 51,76 % de femmes, supérieur au taux départemental (51,59 %).
Les pyramides des âges de la commune et du département s'établissent comme suit :
| Hommes | Classe d’âge | Femmes |
| ------ | ------------ | ------ |
| 0,5    | 90 ou +      | 1,6    |
| 5,9    | 75-89 ans    | 7,8    |
| 16,2   | 60-74 ans    | 16,9   |
| 21,3   | 45-59 ans    | 20,5   |
| 18,3   | 30-44 ans    | 19,8   |
| 17,0   | 15-29 ans    | 15,1   |
| 20,8   | 0-14 ans     | 18,4   |

| Hommes | Classe d’âge | Femmes |
| ------ | ------------ | ------ |
| 0,7    | 90 ou +      | 2,1    |
| 7,4    | 75-89 ans    | 10,2   |
| 17,7   | 60-74 ans    | 18,6   |
| 20,2   | 45-59 ans    | 19,2   |
| 18,4   | 30-44 ans    | 17,4   |
| 18,6   | 15-29 ans    | 17,2   |
| 17     | 0-14 ans     | 15,3   |

### Manifestations culturelles et festivités
Près d'une centaine d'associations de tout type sont installées à Pont-du-château. La vie associative sur la commune semble dire que la ville met assez en avant les associations.
De nombreuses associations culturelles et sociales résident à Pont-du-Château dont :
- l'association des Amis du vieux Pont-du-Château qui édite une revue de référence sur l'histoire de Pont-du-Château, notamment sur la batellerie et la rivière Allier ;
- une fanfare créée après la Libération, la Batterie Fanfare L'Indépendante[53] ;
- le Club Canin Castelpontin (CCP), qui regroupe les passionnés de chiens de la ville[54] ;
- le Club Moteur Rétro Passion (MRP), qui est un club regroupant des amis et passionnés de véhicules anciens[55].

Les marchés sont organisés les jeudis matin en centre-ville et les samedis matin en rive droite.

### Sports et loisirs
La ville de Pont-du-Château héberge de nombreuses associations sportives.
- Club de Badminton Castelpontin (CBC63), comptant plus de 230 licenciés. La pratique du badminton se fait au Caméléon, sur 9 terrains.
- Gymnastique « La Jeune Gaule » plus ancienne association castelpontine, un des plus anciens clubs nationaux ;
- CSP Basket-Ball, association castelpontine qui fête ses 85 ans et qui possède deux équipes seniors en pré-national (féminine et masculine), elle possède 21 équipes de U7 à Vétéran (2019)
- CSP Football, association castelpontine comptant près de 350 licenciés[56]
- Le club de rugby castelpontin[57]
- Club Nautique Castelpontin (CNC), important club nautique proposant des formations au canöé et au kayak le long de l'Allier[58]
- CRL VTT, Les Castels Randonneurs De La Limagne
- Danse
- Equitation
- Handball Club Pont du château Lempdes
- Judo Club Castelpontin
- Krav Maga, association M.A.G.M.A
- RCC (Rugby Club Castelpontin, champion d'Auvergne en étant invaincu toute la saison, promotion d'honneur 2007 et champion d'Auvergne promotion d'honneur 2012) [28]
- TCC (Tennis Club Castelpontin)
- TTC, Tennis de Table Castelpontin
- Tir à l'arc
- Le Vélo Club Castelpontin (VCC)

## Culture et patrimoine

### Lieux et monuments

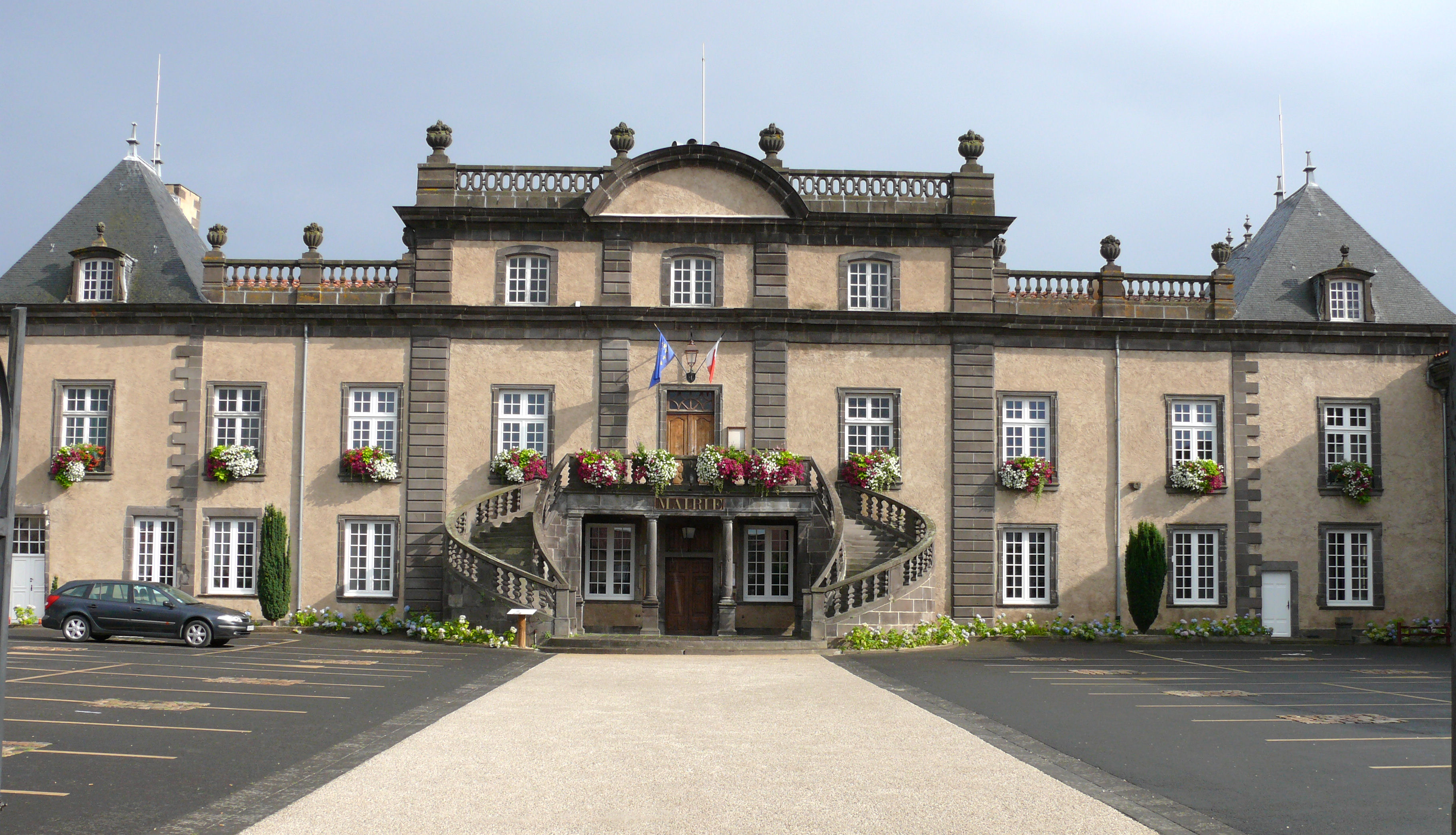
Château et mairie.

- Château du XVIIe siècle de la famille Montboissier Beaufort Canillac, devenu mairie et quatre autres sites classés à l'inventaire des monuments historiques.
- Maisons à colombage du XVIe siècle.
- Église Sainte-Martine : narthex et nef du XIIe siècle, envoutement de la nef : XIIIe siècle, transept et chœur : XIVe au XVIe siècle. Georges Couthon fit détruire en 1793 le clocher qui fut reconstruit à l'identique en pierre de Volvic en 1811. Le bâtiment à l'exception du clocher est en arkose. Des peintures murales du Moyen Âge ont été mises au jour et restaurées dans les années 1990[59].
- Église Notre-Dame de Paulhat[60].
- Musée Pierre-Mondanel de la batellerie.
- Le beffroi, classé au titre des monuments historiques en 2010.
- Le pont sur l'Allier, construit entre 1765 et 1773[61].
- Lieu-dit « Le Temple » à proximité de l'Artière[Note 6], appelé autrefois « Le Temple d'Aulnat »[62] qui fut au XIIIe siècle une grange de l'ordre du Temple[63] et ensuite un membre de la commanderie hospitalière de Chanonat[64].

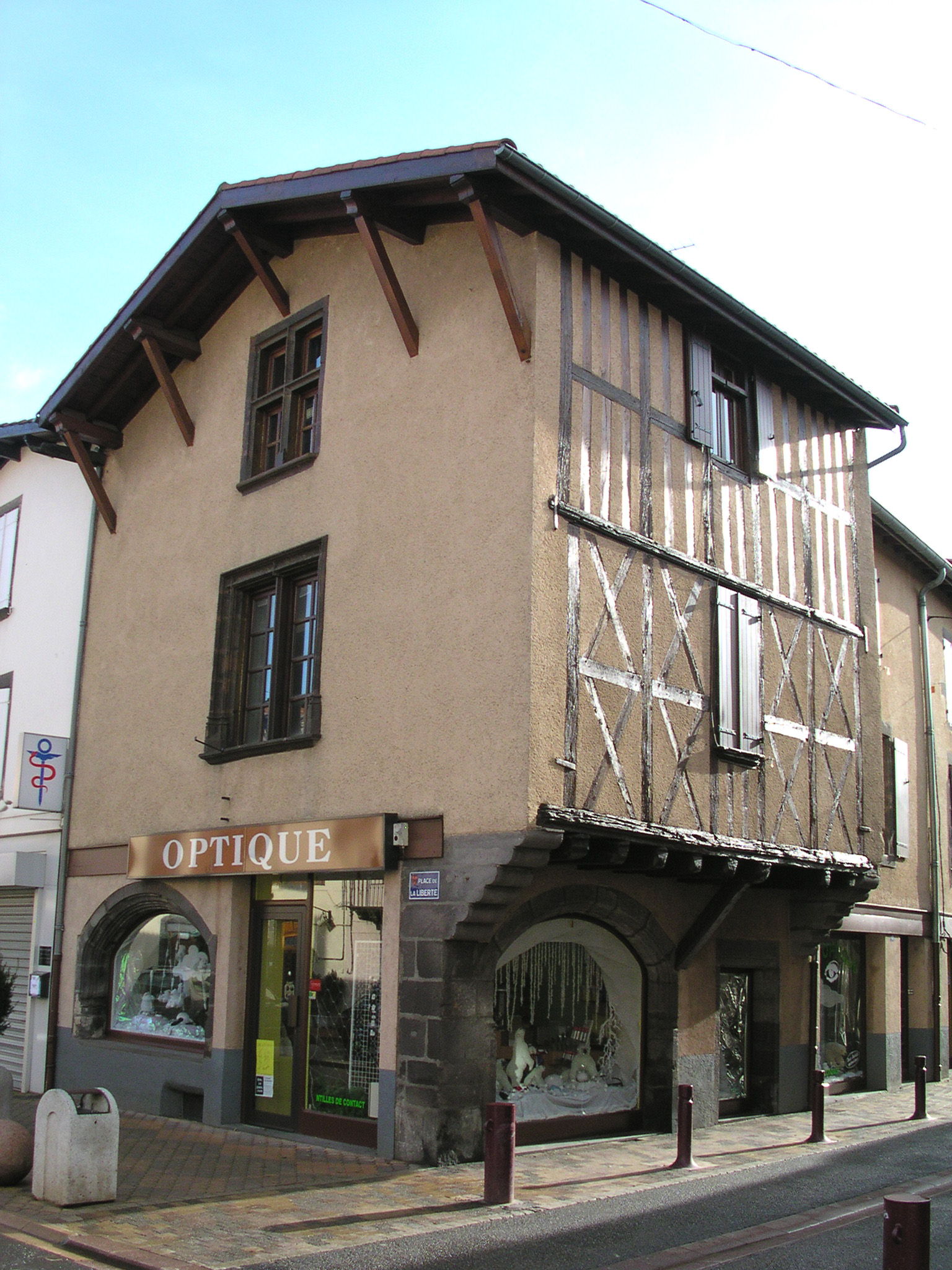
Maison à colombages.
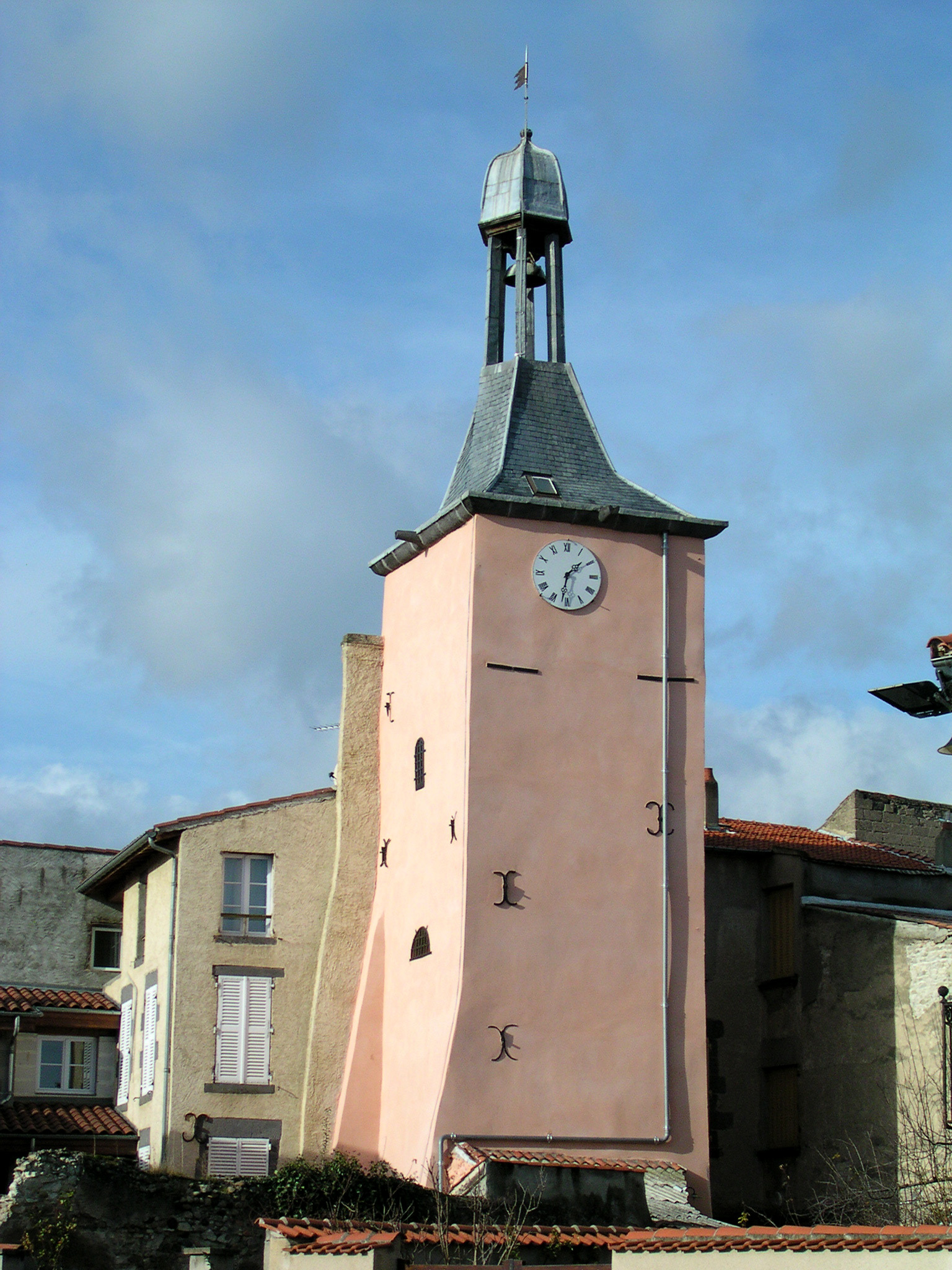
Le beffroi
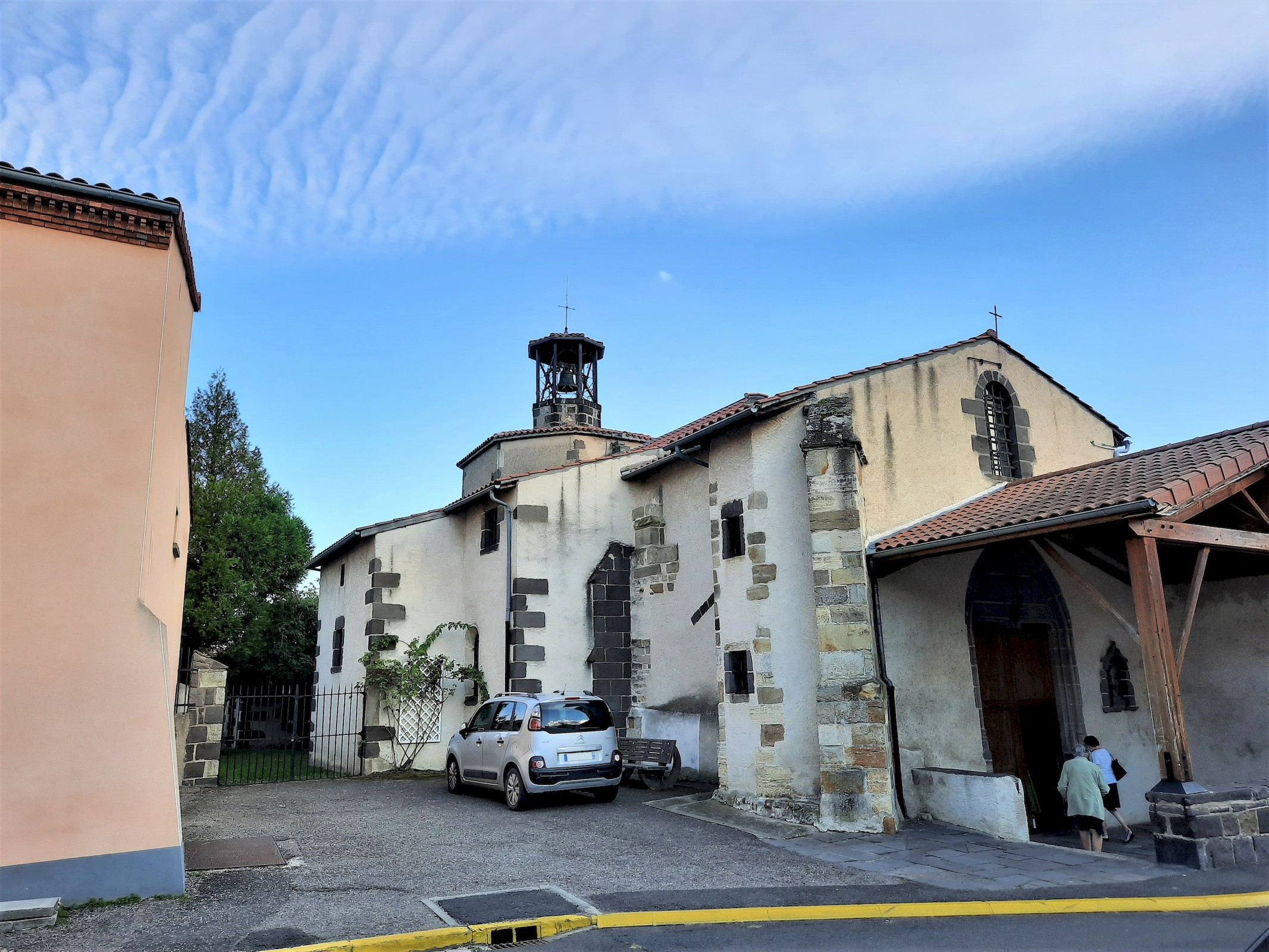
Église N.-D. de Paulhat
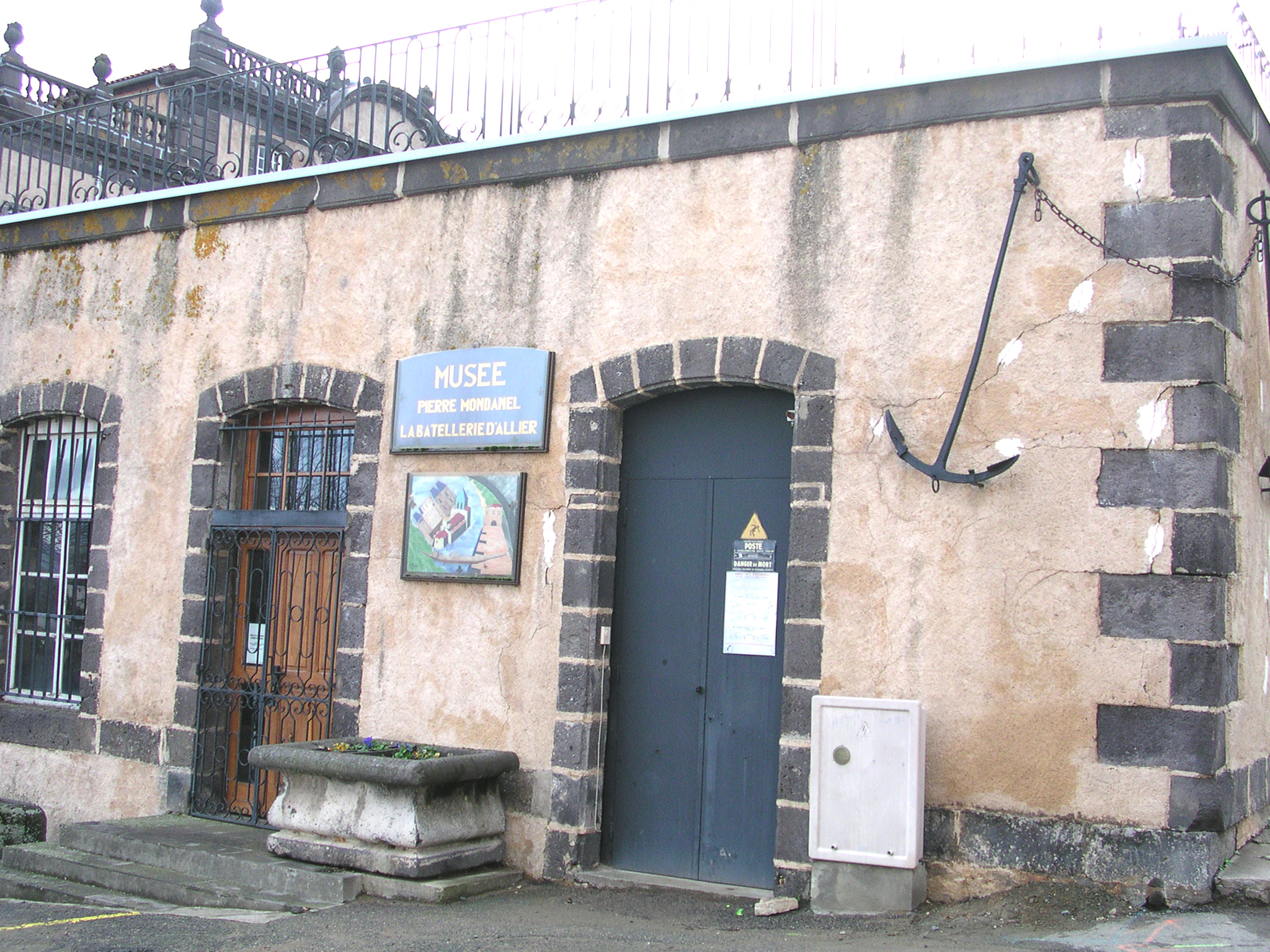
Musée Pierre-Mondanel de la batellerie.
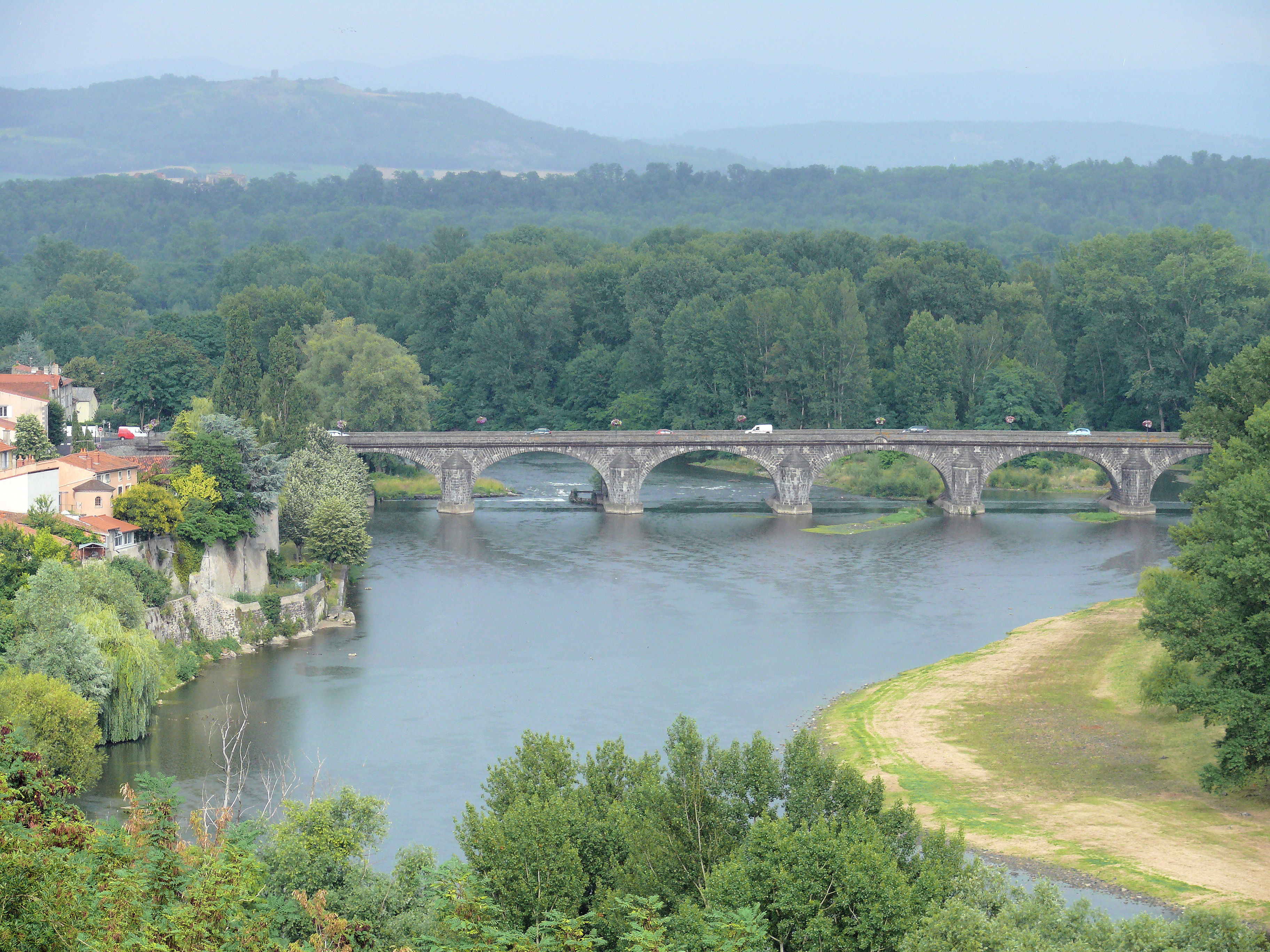
Pont sur l'Allier
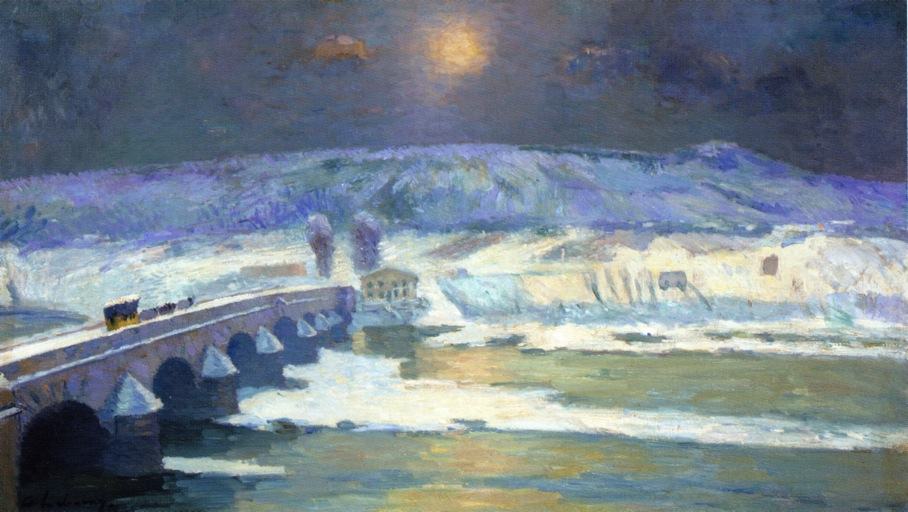
Le Pont traversant l'Allier à Pont-du-Château pendant l'hiver, tableau d'Albert Lebourg en 1886.
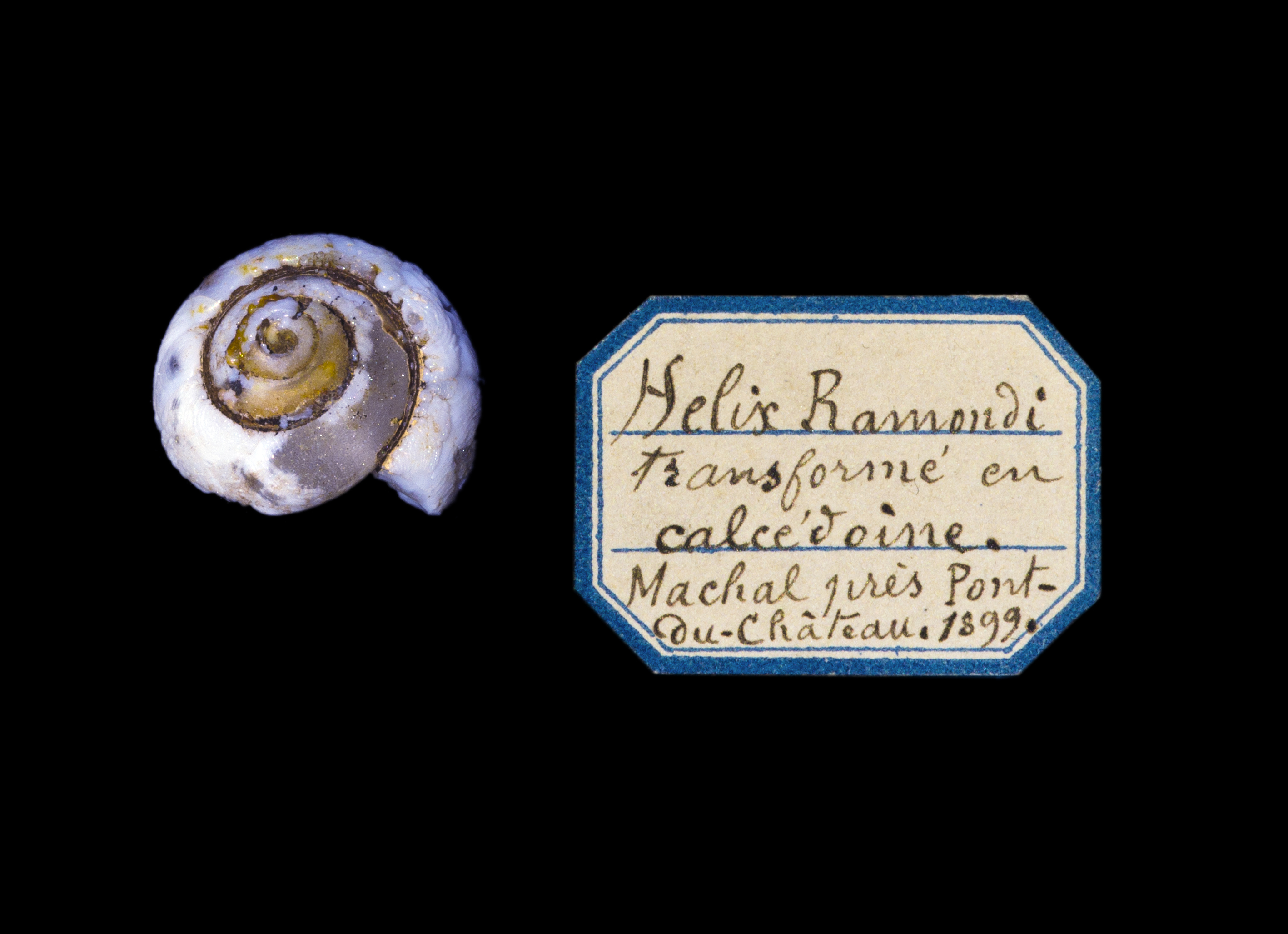
Helix ramondi Pseudomorphose en lussatite.

### Équipements culturels
- Complexe culturel et sportif Le Caméléon, près de la halte ferroviaire[PC 9].
- École municipale de musique[PC 9].
- Médiathèque communautaire Alain-Rey[PC 9].

### Patrimoine naturel
- Zone de protection du patrimoine architectural, urbain et paysager (ZPPAUP)[65]
- Zone Natura 2000[66]

### Personnalités liées à la commune

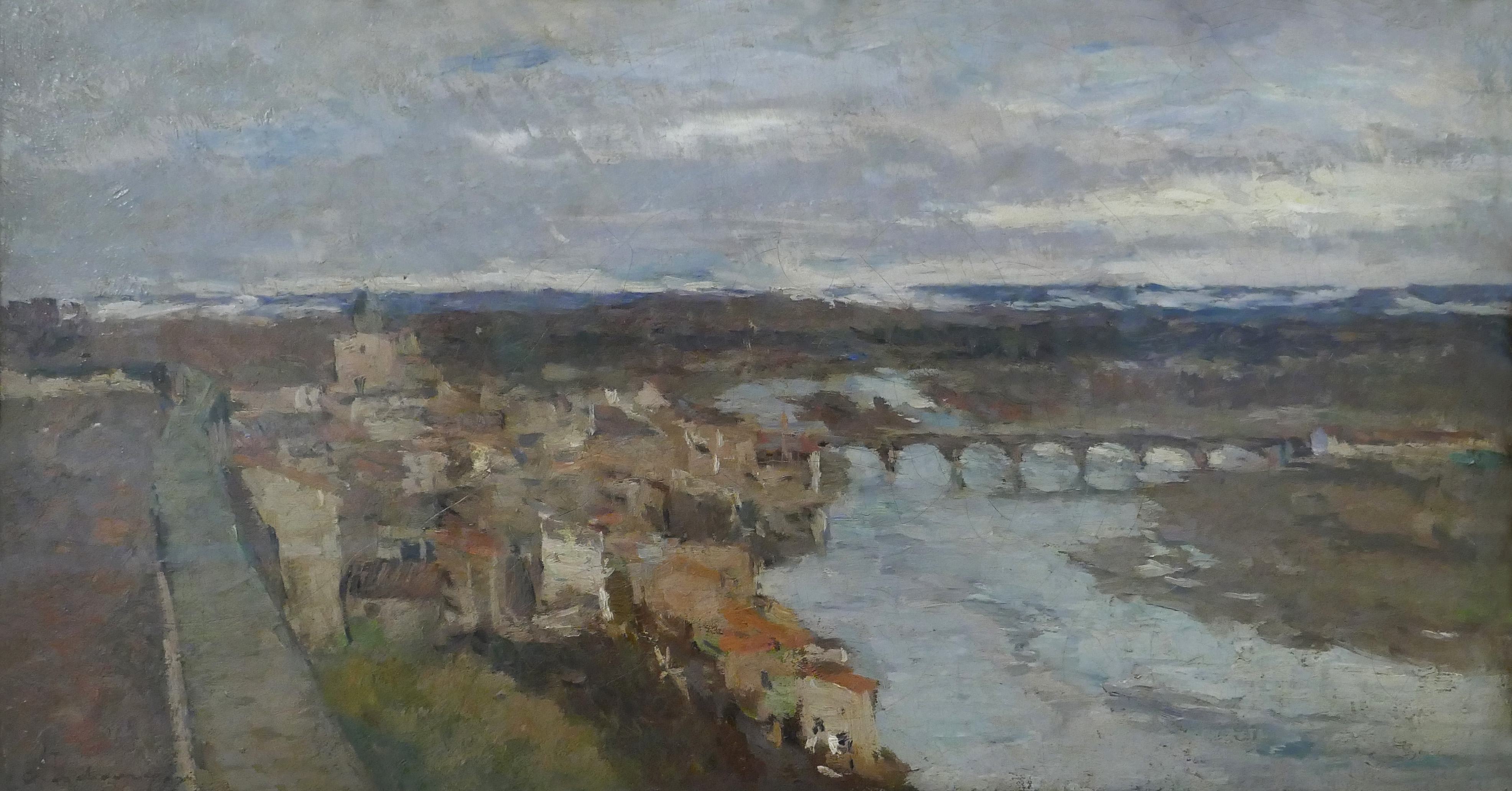
Vue de Pont-du-Château par Albert Lebourg, vers 1885-1886 (Musée de l'Ermitage à Saint-Pétersbourg).

- Philippe-Claude de Montboissier Beaufort Canillac, qui fit rebâtir au XVIIIe siècle le château de Pont-du-Château, construisit un théâtre et embellit la ville.
- Côme-Damien Baudusson, cartographe, notaire, secrétaire de la mairie de Pont-du-Château, juge de paix, capitaine de la Compagnie des canonniers de la Garde nationale.
- François Brosson a construit (entre 1823 et 1835) les quatre fontaines de la place Royale à Paris (place des Vosges aujourd’hui). Ces fontaines, dessinées par Jean-François-Julien Ménager[67], apparaissent sur l’entête des factures des frères Brosson[68]. Il obtint sous Charles X l'adjudication des trottoirs, bornes et fontaines de Paris et permit l'utilisation de lave d'Auvergne pour leur construction[69].
- Joseph Claussat (1874-1925), homme politique né à Pont-du-Château, député socialiste du Puy-de-Dôme de la Troisième République.
- Pierre Mondanel (1890-1986), docteur en droit, directeur de la Police Judiciaire de France, commandeur de la Légion d'honneur, archéologue, très érudit, il fut l'auteur d'ouvrages d'histoire locale d'Auvergne, qui font référence :
  - Histoire de Pont-du-Château,
  - Histoire de l'ancienne batellerie de l'Allier et de la Dore.
- Alain Rey (1928-2020[70]), linguiste, lexicographe et notamment figure des dictionnaires Le Robert, fait citoyen d'honneur de la ville à l'unanimité par le conseil municipal le 23 novembre 2007 ; la bibliothèque communautaire de Pont-du-Château a reçu le nom d'Alain-Rey le 24 novembre 2007 en présence de celui-ci[PC 10][réf. obsolète].